# FFH-Gebiet Hagener Au und Passader See
Das FFH-Gebiet Hagener Au und Passader See ist ein NATURA 2000-Schutzgebiet in Schleswig-Holstein im Kreis Plön in den Gemeinden Fahren, Stoltenberg, Schlesen, Dobersdorf, Passade, Probsteierhagen, Prasdorf, Lutterbek, Brodersdorf, Stein und Laboe. Es liegt im Naturraum Probstei und Selenter See-Gebiet (Landschafts-ID 70203), in der Haupteinheit Ostholsteinisches Hügelland. Diese ist wiederum Teil der Naturräumlichen Großregion 2. Ordnung Schleswig-Holsteinisches Hügelland.
Es hat eine Größe von 525 Hektar und besteht aus dem Passader See bei Probsteierhagen und seinem Ausfluss, dem Fließgewässer Hagener Au bis zu dessen Mündung in die Ostsee nördlich von Laboe.
Die größte Ausdehnung des FFH-Gebietes liegt mit 10,6 Kilometer in Nordsüdrichtung. Das FFH-Gebiet wird von Ost nach West von Endlagen der Gletscher der letzten Eiszeit geprägt mit stellenweise Ablagerungen von Geschiebesand. Die höchste Erhebung mit 31 Meter über Normalhöhennull (NHN) liegt in westlicher Hanglage am Ausfluss der Hagener Au aus dem Passader See, der niedrigste Bereich ist deren Mündung in die Ostsee auf Meereshöhe, siehe Karte 1.

Das FFH-Gebiet besteht zum überwiegenden Teil aus der Lebensraumklasse Binnengewässer, dessen Uferbereiche von Mooren, Sümpfen, Grünland und Wäldern gesäumt sind, siehe Diagramm 1.

## FFH-Gebietsgeschichte und Naturschutzumgebung
Der NATURA 2000-Standard-Datenbogen (SDB) für dieses FFH-Gebiet wurde im Juni 2004 vom Landesamt für Landwirtschaft, Umwelt und ländliche Räume (LLUR) des Landes Schleswig-Holstein erstellt, im September 2004 als Gebiet von gemeinschaftlicher Bedeutung (GGB) vorgeschlagen, im November 2007 von der EU als GGB bestätigt und im Januar 2010 national nach § 32 Absatz 2 bis 4 BNatSchG in Verbindung mit § 23 LNatSchG als besonderes Erhaltungsgebiet (BEG) bestätigt. Der SDB wurde zuletzt im Juli 2020 aktualisiert. Der Managementplan für das FFH-Gebiet wurde im Oktober 2012 veröffentlicht.
Das FFH-Gebiet grenzt im Norden nur durch den Sandstrand getrennt an das FFH-Gebiet Küstenlandschaft Bottsand - Marzkamp und vorgelagerte Flachgründe.
Der Passader See gehört zur Verbundachse 619 „Passader See“ und das Tal der Hagener Au zum Schwerpunktbereich 386 „Hagener Au mit Uferbereichen des Passader und Dobe“ des landesweiten Biotopverbundsystems. Der Passader See und der Oberlauf der Hagener Au bis zum Wohngebiet von Probsteierhagen liegen im Landschaftsschutzgebiet (LSG) Dobersdorfer See, Passader See mit dem Oberlauf der Hagener Au, Kasseteiche und Umgebung, Die Hagener Au nördlich der Wohnbebauung von Probsteierhagen bis zu deren Mündung liegen im LSG Hagener Au von Probsteierhagen bis zur Einmündung in die Ostsee und Umgebung sowie die Ostseeküste zwischen Laboe und Stein.
Mit der Gebietsbetreuung des FFH-Gebietes nach § 20 LNatSchG wurde durch das LLUR noch keine Institution beauftragt (Stand November 2022).

## FFH-Erhaltungsgegenstand
Laut Standard-Datenbogen vom Juli 2020 sind folgende FFH-Lebensraumtypen (LRT) und Arten als FFH-Erhaltungsgegenstände mit den entsprechenden Beurteilungen zum Erhaltungszustand der Umweltbehörde der Europäischen Union gemeldet worden (Gebräuchliche Kurzbezeichnung (BfN)):
FFH-Lebensraumtypen nach Anhang I der EU-Richtlinie:
- 3150 Natürliche und naturnahe nährstoffreiche Stillgewässer mit Laichkraut oder Froschbiss-Gesellschaften (Gesamtbeurteilung B)[12]
- 9130 Waldmeister-Buchenwälder (Gesamtbeurteilung C)[13]

Arten gemäß Artikel 4 der Richtlinie 2009/147/EG und Anhang II der Richtlinie 92/43/EWG und diesbezügliche Beurteilung des Gebiets:
- 1134 Bitterling (Gesamtbeurteilung C)[15]
- 1149 Steinbeißer (Gesamtbeurteilung B)[16]
- 1355 Fischotter (Gesamtbeurteilung B)[17]

Das FFH-Gebiet ist gut zur Hälfte mit dem FFH-Lebensraumtyp 3150 Natürliche und naturnahe nährstoffreiche Stillgewässer mit Laichkraut oder Froschbiss-Gesellschaften der Stillgewässer belegt. Mit diesem ist die gesamte Wasserfläche des Passader Sees ausgewiesen worden. Der Wasserfläche der Hagener Au wurde kein LRT zugewiesen. In der Kartierung der Lebensraumtypen und dem Managementplan aus dem Jahre 2012 waren noch einig Flussabschnitte mit dem LRT 3260 Fließgewässer mit flutender Wasservegetation ausgewiesen worden. Im Uferbereich wurden ausschließlich die dort angesiedelten Waldmeister-Buchenwälder als LRT ausgewiesen. Sie befinden sich im Flussabschnitt zwischen dem Passader See und der Wohnbebauung von Probsteierhagen sowie am linken Nebenfluss Kassegraben.
Zwischen 2016 und 2021 wurde eine Nachkartierung der FFH-Lebensraum- und Biotoptypen im FFH-Gebiet durchgeführt. Danach sind gut zwei Drittel der Gebietsfläche mit FFH-Lebensraumtypen belegt, wobei diese Fläche auch fast vollständig den Status eines gesetzlich geschützten Biotops hat. Gut ein Zehntel sind ausschließlich gesetzlich geschützte Biotope und knapp ein Drittel hat keinen der beiden Schutzstati, siehe Diagramm 3. Im Gegensatz zum aktuellen SDB vom Juli 2020 sind in der aktuellen Biotopkartierung (Stand November 2022) 7,7 Hektar LRT 91E0* Erlen-Eschen- und Weichholzauenwälder, sowie 3,1 Hektar LRT 3260 Fließgewässer mit flutender Wasservegetation ausgewiesen. Es handelt sich um mehrere Waldgebiete im gesamten Flussverlauf der Hagener Au und um den Unterlauf der Hagener Au ab Prasdorf.

## FFH-Erhaltungsziele
Aus den oben aufgeführten FFH-Erhaltungsgegenständen werden als FFH-Erhaltungsziele von besonderer Bedeutung die Erhaltung folgender Lebensraumtypen und Arten im FFH-Gebiet vom Ministerium für Energiewende, Landwirtschaft, Umwelt und ländliche Räume des Landes Schleswig-Holstein erklärt:
- 3150 Natürliche und naturnahe nährstoffreiche Stillgewässer mit Laichkraut oder Froschbiss-Gesellschaften
- 9130 Waldmeister-Buchenwälder
- 1149 Steinbeißer

## FFH-Analyse und Bewertung
Das Kapitel FFH-Analyse und Bewertung im Managementplan beschäftigt sich unter anderem mit den aktuellen Gegebenheiten des FFH-Gebietes und den Hindernissen bei der Erhaltung und Weiterentwicklung der FFH-Lebensraumtypen und Arten. Die Ergebnisse fließen in den FFH-Maßnahmenkatalog ein.
Fast die gesamten FFH-LRT-Flächen haben einen guten Erhaltungszustand, siehe Diagramm 4. Hier handelt es sich ausschließlich um die Wasserflächen mit dem FFH-Lebensraumtyp 3150 Natürliche und naturnahe nährstoffreiche Stillgewässer mit Laichkraut oder Froschbiss-Gesellschaften. Es ist die gesamte Fläche des Passader Sees. Bei den Arten haben der Fischotter und der Steinbeißer eine gute Gesamtbewertung zugesprochen bekommen.
Wegen seiner Größe besteht im FFH-Gebiet für den Passader See gemäß der Europäischen Wasserrahmenrichtlinie (WRRL) eine Berichtspflicht gegenüber der europäischen Umweltagentur in Kopenhagen. Gemäß der Berichterstattung des Jahres 2022 zum 3. Bewirtschaftungsplan WRRL ist der ökologische Zustand des Passader Sees mit „unbefriedigend“ und der chemische Zustand mit „nicht gut“ bewertet worden. Beide Werte sollen bis zum Jahre 2027 einen guten Wert erreichen. Dies darf bezweifelt werden (Stand November 2022). Zwar hat die Errichtung von Kläranlagen in den umliegende Gemeinden in den neunziger Jahren des zwanzigsten Jahrhunderts zu einer Verringerung der Schadstoffeinträge geführt, diese Entwicklung hat sich aber mit dem Beginn des einundzwanzigsten Jahrhunderts durch die Intensivierung der Landwirtschaft mit dem vermehrten Einsatz von Kunstdünger und Pestiziden wieder zum Schlechteren gewendet. Die gleiche Entwicklung hat auch die Hagener Au genommen. Gemäß der Berichterstattung des Jahres 2022 zum 3. Bewirtschaftungsplan WRRL ist der ökologische Zustand des Hager Au mit „unbefriedigend“ und der chemische Zustand mit „nicht gut“ bewertet worden.
Das FFH-Gebiet befindet sich weitgehend im Privatbesitz. Lediglich der Unterlauf der Hagener Au ab Prasdorf ist größtenteils im Besitz der Stiftung Naturschutz Schleswig-Holstein. An der Hagener Au ist es den Naturschutzbehörden gelungen, mit den Besitzern einiger Waldflächen Verträge im Rahmen des Programms „Vertragsnaturschutz im Wald“ abzuschließen. Zur Verbesserung des Erhaltungszustandes der Waldlebenraumtypen im FFH-Gebiet reicht eine bis dato ordnungsgemäß nachhaltig betriebene Forstwirtschaft nicht aus. Dazu fehlt ein vielschichtiges Arteninventar mit ausreichend liegendem und stehendem Totholz und eine ausreichende Anzahl von Habitatbäumen. Der Vertragsnaturschutz ist eine gute Möglichkeit, hier Fortschritte zu erreichen.

## FFH-Maßnahmenkatalog

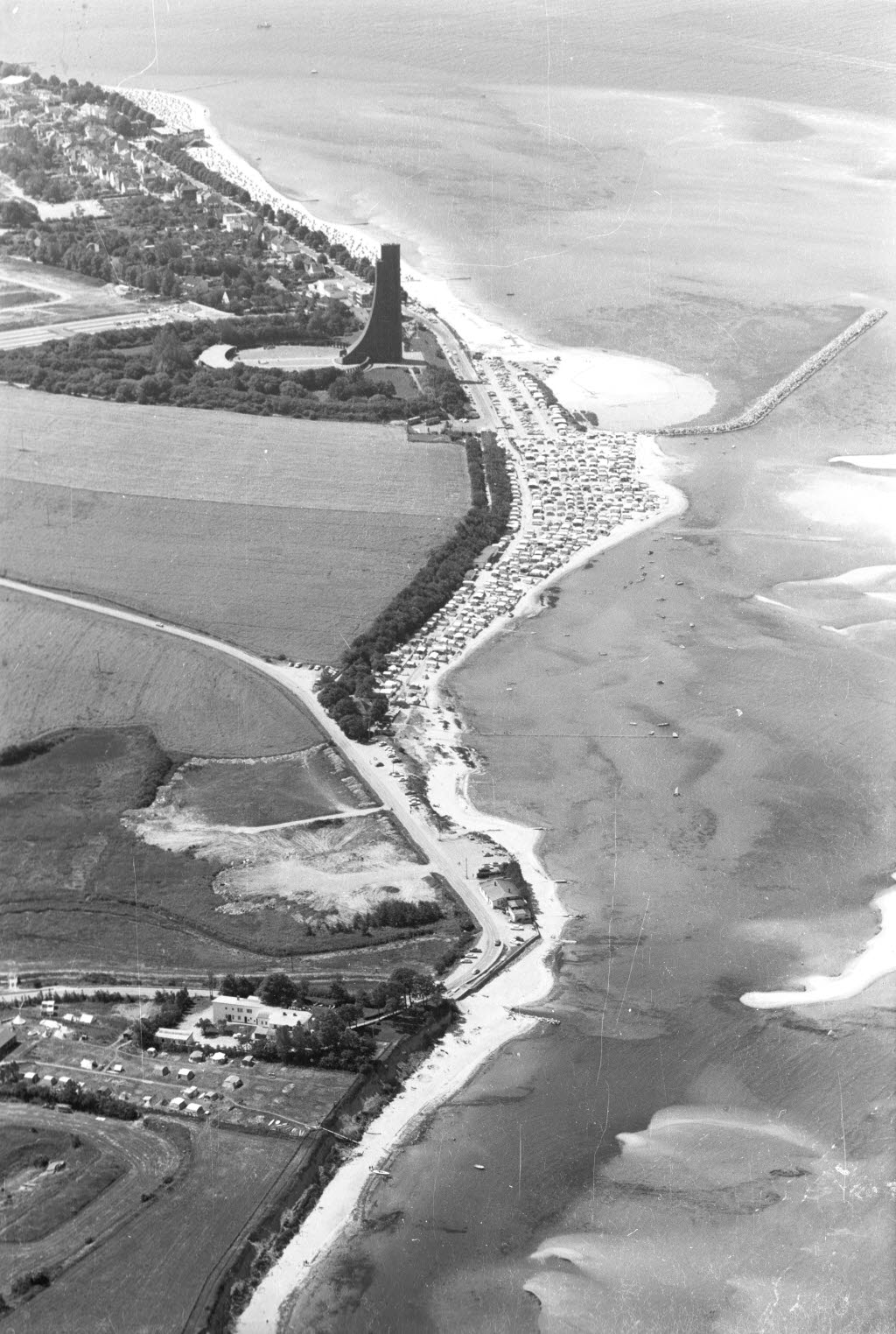
Mündung der Hagener Au in die Ostsee

Der FFH-Maßnahmenkatalog im Managementplan führt neben den bereits durchgeführten Maßnahmen geplante Maßnahmen zur Erhaltung und Entwicklung der FFH-Lebensraumtypen im FFH-Gebiet an. Die Maßnahmen sind zudem in einer Maßnahmenkarte und in drei Maßnahmenblättern zur Projektverfolgung tabellarisch erfasst.
Das FFH-Gebiet Hagener Au und Passader See besteht zum überwiegenden Teil aus Wasserflächen. Deshalb sind neben der Aufgabe der Einhaltung der europäischen Habitatrichtlinie auch die Einhaltung der europäischen Wasserrahmenrichtlinie von Bedeutung. Letztere ist für alle EU-Staaten eine große Herausforderung, weil sie in der Regel mit erheblichen Investitionen in die Infrastruktur verbunden ist. Der Zeitpunkt für die Erfüllung der Richtlinie musste schon zweimal in die Zukunft verschoben werden und es ist abzusehen, dass auch diesmal die Ziele nicht rechtzeitig erreicht werden (Stand November 2022).
Die vorgeschlagenen Maßnahmen betreffen folgende Schwerpunkte für LRT-Flächen:
- Anlage von Gewässerrandstreifen zur Verhinderung von Nährstoffeinträgen
- Bewirtschaftung des Waldes mit dem Ziel einer gleichmäßigen Altersstruktur des Baumbestandes
- Keine Beseitigung von liegendem und stehendem Totholz
- Wiederherstellung eines naturnahen Zustandes der Fließgewässer
- Verringerung von Nährstoffeintrag durch Erosion benachbarter Ackerflächen in Hanglage
- Erhöhung des Grünlandanteils im FFH-Gebiet und dessen Nachbarschaft. Grünland hält mehr Nährstoffe zurück.
- Wiedervernässung von Grünlandflächen. Dies verhindert vermehrte Mineralisierung und damit Ausschwemmung der Nährstoffe in Gewässer.
- Wiedervernässung von Bruchwald
- Verringerung des Nährstoffeintrages durch Extensivierung von Grünlandflächen
- Bau von Drainagefanggräben an Ackerflächen in Hanglage zu Gewässern zur Ausfällung von Nährstoffen
- Kein Einsatz von chemischen Pflanzenschutzmitteln
- Kein Einsatz von mineralischem Dünger
- Umwandlung von Ackerflächen in extensiv genutztes Grünland zur Erhöhung der Artenvielfalt und Verringerung von Nährstoffeinträgen
- Herstellung der Durchgängigkeit der Hagener Au für Fische auf ganzer Länge

## FFH-Erfolgskontrolle und Monitoring der Maßnahmen
Eine FFH-Erfolgskontrolle und Monitoring der Maßnahmen findet in Schleswig-Holstein alle sechs Jahre statt. Die Ergebnisse des letzten Monitorings wurden am 27. Januar 2011 veröffentlicht (Stand November 2022).